# 주간고속도로 제81호선
주간고속도로 제81호선(영어: Interstate 81, I-81)은 미국 남동부 테네시주 댄드릿지(Dandridge)와 북동부 뉴욕주 웰레즐리 섬(Wellesley Island)을 연결하는 총 연장 1376km의 고속도로이다. 81호선은 노선의 서쪽으로 애팔래치아산맥을 두고 이 산맥과 평행하게 놓여져 있다. 또한 미국 국도 제11호선과 노선이 겹치는 구간도 있다. 81호선은 노선이 놓여져 있는 곳이 대부분 시골 지역이지만 도로를 사용하는 차량은 꽤 많은 편이다. 이 중 81호선보다 동쪽에 있는 95호선보다 정체되는 구간이 적어 트럭의 이용률이 높은 편이다. 남측 종점에서 40호선으로 계속 진행하다 75호선, 24호선을 이용하다 주간고속도로 제59호선을 통해 버밍햄이나 뉴올리언스 등으로 갈 수 있다.
81호선이 통과하는 6개의 주는 81호선으로 인해 발생하는 여러 가지 환경문제들을 해결하기 위해 서로 연합해 지금까지 두 차례의 회의를 가졌다.